# Schizothyropsis citri
Schizothyropsis citri är en svampart som beskrevs av Bat. & A.F. Vital 1960. Schizothyropsis citri ingår i släktet Schizothyropsis, divisionen sporsäcksvampar och riket svampar.   Inga underarter finns listade i Catalogue of Life.